# Vörös sárkány (regény)
A Vörös sárkány (Red Dragon) Thomas Harris amerikai író 1981-ben megjelent regénye, az úgynevezett Hannibal-tetralógia második darabja, amelyet Harris elsőként írt.

## Cselekmény
|  | Alább a cselekmény részletei következnek! |

Will Graham Szövetségi Nyomozóiroda-ügynöknek sikerül elfognia az Egyesült Államok legkegyetlenebb sorozatgyilkosát. Dr. Hannibal Lecter pszichiáter nem csak brutálisan legyilkolja áldozatait, de meg is eszi őket ezt követően. Grahamnek azonban kiváló képességeinek köszönhetően sikerül letartóztatni a kannibált, majd ezt követően visszavonul.
Három évvel később volt kollégája, Jack Crawford kér tőle segítséget egy újabb brutális sorozatgyilkos ügyében, aki teliholdkor két családot mészárolt le. A rendőröknek három hete marad arra a következő teliholdig, hogy elkapják a tettest.
Graham végül is arra kényszerül, hogy igénybe vegye legádázabb ellenségének segítségét. Azt szeretné, ha Lecter segítene neki kézre keríteni a gyilkost, akit a sajtóban csak "Csorbafogú"-nek neveznek. Lecter azonban – miután a tettes kapcsolatba lép vele – információkat szolgáltat ki Grahamről a "Csorbafogú"-nak..
|  | Itt a vége a cselekmény részletezésének! |

## Megfilmesítés
A regényből Michael Mann forgatott először filmet Az embervadász címen (1986), majd a Lecter-kultusznak köszönhetően 2002-ben Brett Ratner filmesítette meg. A vörös sárkányban Lecter figuráját Anthony Hopkins formálta meg.

## Magyarul
- A vörös sárkány; ford. Félix Pál; Magvető, Bp., 1990